# Plan Baruch

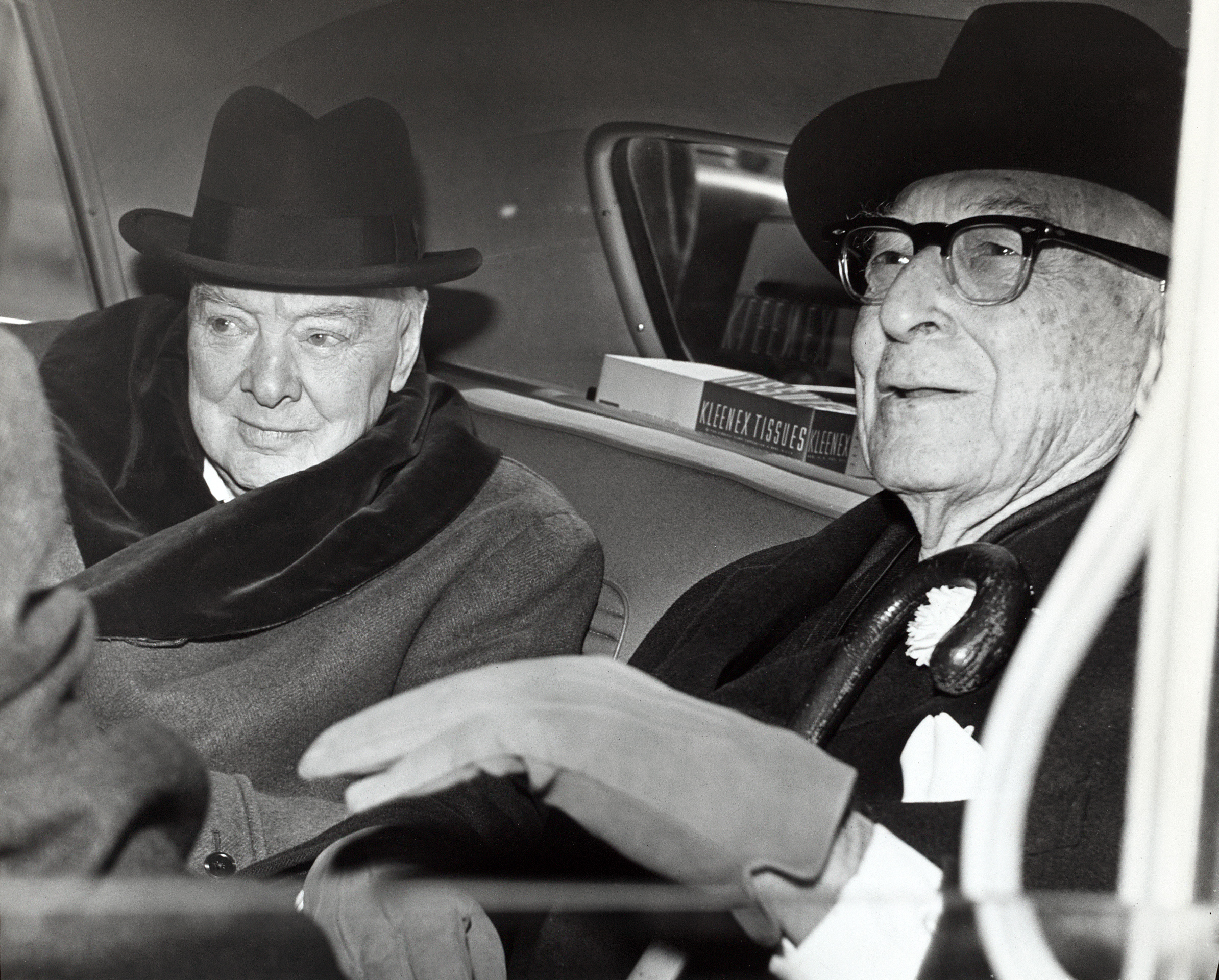
Winston Churchill y Bernard Baruch en el asiento trasero de un automóvil frente a la casa de Baruch.

El Plan Baruch fue una propuesta realizada por el gobierno de los Estados Unidos, escrita en gran parte por Bernard Baruch pero basada en el Informe Acheson-Lilienthal, a la Comisión de Energía Atómica de las Naciones Unidas (CEANU) en su primera reunión en junio de 1946. Los Estados Unidos, Canadá y el Reino Unido pidieron la creación de un cuerpo internacional encargado de regular la energía atómica y el presidente Truman respondió pidiendo al Subsecretario de Estado, Dean Acheson, y a David Lilienthal que preparasen un plan.
Dicho plan se presentó en junio de 1946 frente a la ONU, pero en su redacción final Estados Unidos insistió en retener el monopolio atómico. La URSS se opuso y planteó destruir y prohibir en adelante las armas nucleares. Finalmente, en los inicios de la naciente Guerra Fría, el Plan Baruch fracasó.

## Texto del plan
El plan proponía:

1.- Extender a todas las naciones el intercambio de información científica básica para fines pacíficos 

2.- Implementar controles sobre la energía atómica hasta donde fuese necesario para asegurarse que su uso sea sólo con fines pacíficos

3.- Eliminar las bombas atómicas y otras armas de destrucción masiva de todos los arsenales nacionales

4.- Establecer métodos de resguardo efectivos como inspecciones y otros métodos para proteger a los Estados firmantes contra los peligros de violaciones y evasiones.